# Жива мішень (фільм, 1990)
Жива мішень (рос. Живая мишень) — радянський художній фільм 1990 року, знятий режисером Марком Айзенбергом.

## Сюжет
В область, прибрану до рук корумпованими владою і мафіозним кланом, засланий з секретною місією співробітник центрального апарату КДБ Горюнов, із завданням виявити канали незаконного обігу валюти і торгівлі наркотиками. Мафія "кришує" місцевих бізнесменів, торгує наркотиками, грабує інкасаторів, здійснює напади на неугодних їй служителів закону. Доходи від мафіозної діяльності йдуть на самий верх, в Москву, невиліковно хворому босові мафії Павлу Васильовичу, який керує всіма справами з лікарні. І мафія, і «батьки міста» всіма способами намагаються виявити агента МВС з Москви, але він нещадний і невловимий.

## У ролях
- Олександр Фатюшин — майор КДБ, Горюнов
- Олександр Абдулов — ватажок місцевої мафії, Юра-таксист
- Еммануїл Віторган — прокурор області, Володимир Сергійович
- Ірена Кокрятська — співробітник МВС, Наташа
- Ігор Кваша — начальник обласного УВС, Генерал-майор міліції Глєбов
- Донатас Баніоніс — бос мафії, Павло Васильович
- Олександр Пороховщиков — полковник обласного УВС, Колобов
- Юрій Чекулаєв — ватажок місцевої мафії, Шир-Мамед
- Володимир Плотніков — учасник мафіозного угрупування, Степан
- Вадим Захарченко — секретар обкому
- Петро Юрченков — Петро Михайлович
- Габріелла Маріані — медсестра

## Знімальна група
- Сценаріст : Геннадій Орешкін
- Режисер : Марк Айзенберг
- Оператор : Володимир Калашников
- Композитори : Петро Альхімович, Максим Дунаєвський
- Художник : Андрій Бессоліцин